# Fistaszki zebrane: 1991–1992
Fistaszki zebrane: 1991-1992 – zbiór czterokadrowych pasków komiksowych, pt. Fistaszki,  autorstwa Charlesa M. Shulza, zebranych z gazet z lat 1991–1992.

## Informacje
Zbiór, posiada wszystkie czterokadrowe "paski" z gazet codziennych i weekendowych, z lat 1991–1992, autorstwa Charlesa M. Shulza. Komiks posiada 314 stron komiksu, 4 strony wstępu napisanego przez Sylwię Chutnik, 4 strony indeksu, 2 strony historii autora, 1 stronę z zapowiedzią na następny komiks, 3 strony z nazwą komiksu i danymi, takimi jak wydawca lub nazwa oryginału, oraz 20 stron z "ozdobnymi" obrazkami. Łącznie daję to 347 stron książki. Na okładce, ukazuje się jedna z bohaterek komiksu - Marcie.

## Historia
Oryginał pasków czterokadrowych, powstał w latach 1991–1992. Był ukazywany prawdopodobnie na łamach gazet dla dzieci. W 2006 roku, zaczęto publikować zbiory Charlesa M. Shulza, w książkach jak ta zaczynając od 1950 roku i kończąc na 2000. Seria, składa się z 25 tomów, z których 24 i 25 nie są jeszcze opublikowane w Polsce. Komiks, zaczyna się paskiem z 1 stycznia 1991 roku...:
Snoopy: "Gdy włożyłem na głowę abażur, myślałem, że jestem duszą towarzystwa... Ale potem wszyscy zaczęli ode mnie małpować..."
...a kończy paskiem z 31 grudnia 1992 roku:
Snoopy: "Jak to skończyły się wszystkie przystawki?!"
ISBN 978-83-10-13373-1

## Fabuła
W tym tomie Fistaszków zebranych, Charlie, znów się zakochuje w małej rudowłosej dziewczynce, a Linus bez skutku, próbuje się upodobać Lydii. Sally wyrusza do Hollywood liniami lotniczymi "As" Snoopiego, Marcie z Pepermint Patty, ciągle pyają Charliego, którą z nich bardziej lubi, a sam Snoopy, dostaje niebezpiecznej obsesji na punkcie ciastek.

## Biografia
ISBN 978-83-10-13373-1